# 朴茨茅斯市政廳

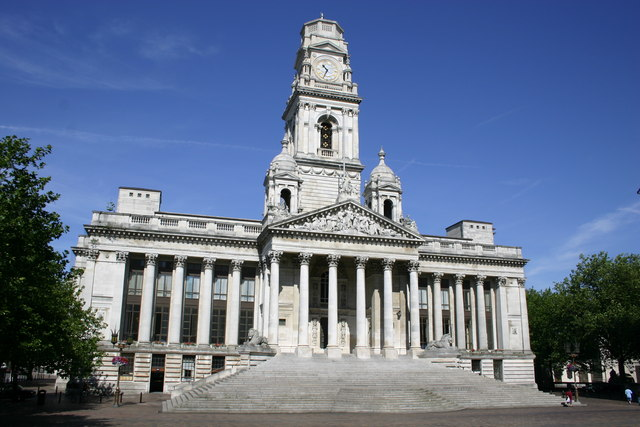
朴茨茅斯市政廳

朴茨茅斯市政廳（Portsmouth Guildhall）是位於英國城市朴茨茅斯市中心的一座多用途建築，靠近朴茨茅斯南海車站。這座建築竣工於1890年，最初由當地議會使用。在二戰期間該建築曾遭到空襲，1950年代大幅重建。該建築是II級登錄建築。